# Velesiótes
Velesiótes, en grec moderne : Βελεσιώτες, est un village du dème de Domokós, dans le district régional de Phthiotide, en Grèce-Centrale.
Selon le recensement de 2011, la population du village s'élève à 228 habitants.